# Shiny Toys Festival
Koordinaten: 51° 25′ 41,5″ N, 6° 52′ 6,5″ O
Das Shiny Toys ist ein Festival für zeitbasierte Experimentalkultur in Mülheim an der Ruhr. Es vereint experimentelle Musik, Lichtkunst und Kurzfilm zu einem interdisziplinären Panoptikum der avantgarden Kulturszene. Es präsentiert lokale und internationale Künstler, die mit analogen und digitalen Technologien experimentieren und Schnittstellen dieser Darstellungsprinzipien ausloten. Ergänzend werden Ausstellungen, Workshops und Vorträge angeboten. Seit 2010 findet es jährlich im Ringlokschuppen und weiteren Spielstätten statt.
Veranstaltet wird es vom Ringlokschuppen Ruhr, dem Makroscope – Zentrum für Kunst und Technik und mex – intermediale und experimentelle Musikprojekte e. V. in Dortmund in Zusammenarbeit mit dem Kassetten- und Vinyllabel Ana Ott. Gefördert wird das Event durch das Ministerium für Familie, Jugend, Kultur und Sport des Landes Nordrhein-Westfalen und den Kulturbetrieb Mülheim an der Ruhr. Das Projekt analog / digital wird zusätzlich durch das NRW Kultursekretariat Wuppertal unterstützt.

## Geschichte
Seine Entstehung hat das Festival dem Ausruf zur Kulturhauptstadt – Metropole Ruhr 2010 – zu verdanken. Die Idee eine Plattform für zeitbasierte Experimentalkultur im Ruhrgebiet zu etablieren bestand schon länger. Das Ruhrgebiet beherbergt eine Reihe von freien Künstlern und Medienschaffenden, die sich mit dem Experimentieren von analogen und digitalen Technik auseinandersetzen um neue Klang- und Bildwelten zu entwickeln. Jan Ehlen, Mitglied des Künstlerkollektivs RaumZeitPiraten, fand es an der Zeit, der Bandbreite von Klang, Licht, Raum und Forschung eine Spielfläche zu geben und der breiten Öffentlichkeit zugänglich zu machen. Gemeinsam mit Werner Nekes und Jerome Krüger (Jerry Jerome) gründete er das Festival für zeitbasierte Experimentalkultur.
2010 fand das 1. Shiny Toys Festival im Ringlokschuppen statt. Anfänglich als lokales Szeneevent entstanden, wuchs es im Lauf der kommenden Jahre zu einem weit über das Ruhrgebiet hinaus bekannten Festival mit internationalen Künstlern. Schon im Folgejahr schloss sich das Bollwerk in Moers als weitere Spielstätte an. 2014 kam das Makroscope in Mülheim hinzu, gefolgt vom Bunker Hagen während der Urban Lights Ruhr 2015 und 2016 dem Kultur im Turm e. V.  in Wuppertal.  2017 stieg das mex im Künstlerhaus Dortmund in das Projekt ein.
Neben multidisziplinären Licht- und Schattenprojektionen gewann die minimalistische und elektronische Musikkultur mehr an Bedeutung. Klanginterpreten und DJs aus aller Welt begleiten das Lichterspiel mit ihren Live-Improvisationen und werden so selbst zum Teil des Kunstwerks. Jedoch nicht immer mit „normalen“ Instrumenten. So werden beispielsweise ausgebaute Computerteile zur Erzeugung von Soundkollagen genutzt und von einer Vokalakrobatin mit Obertongesängen begleitet. Ein an Klaviersaiten hängender Interpret entlockt durch Gewichtsverlagerung und körperlichen Einsatz seiner Halterung Töne – oder man nimmt einfach Gemüse für ein Flötenkonzert.
Beliebt sind auch Workshops im Rahmen des Shiny Toys Festivals. Sie sollen den Besucher aus seiner Passivität herausholen und ihn einladen, selbst künstlerisch aktiv zu werden. Mit Beitritt des Makroscope 2014 finden zudem auch Vorträge und Ausstellungen zur Geschichte des experimentellen Films und Medienkunst statt.
Anfang 2017 verstarb Werner Nekes im Alter von 72 Jahren. Zu seinen Ehren fand im Saal 2 des Ringlokschuppen eine Filmvorführung statt. Gezeigt wurden drei seiner bekanntesten Experimentalfilme:
- DIWAN,  eine Filmanthologie in 5 Teilen aus dem Jahr 1973.
- AMALGAM I – IV, vierteiliger Experimentalfilm über die Beziehung zwischen Form und Farbe und Verschmelzung von 1974 und
- LAGARDO, ein Avantgarde-Experimentalspielfilm über die verschiedenen Arten der Kommunikation und der daraus folgenden Missverständnisse von 1977.

## Name

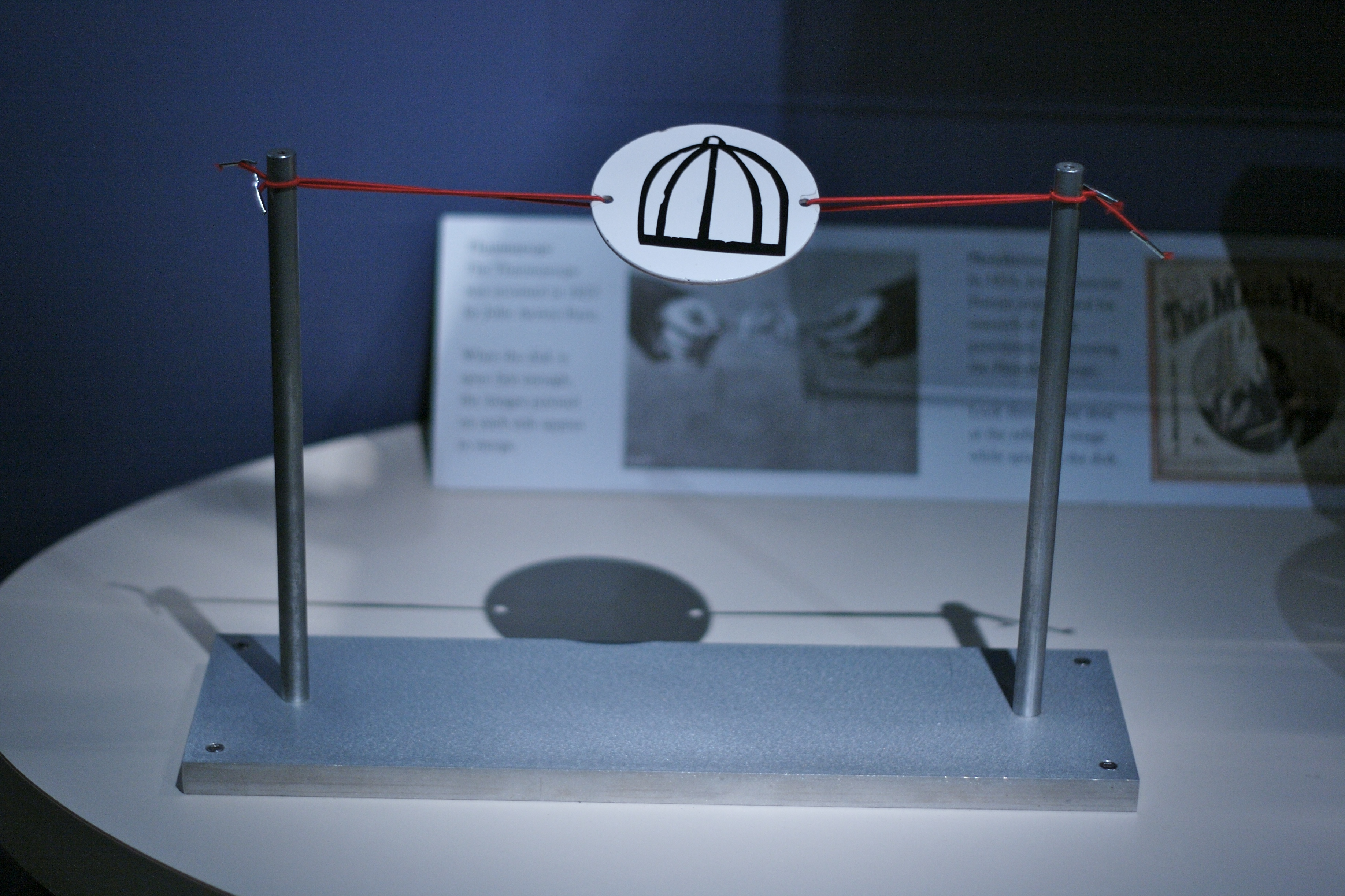
Thaumatrop

Der Name „Shiny Toys“ leitet sich von den seit Anfang des 18. Jahrhunderts bekannten Wunderscheiben (Thaumatrop) ab. Charles Babbage nannte sie „Philosophical Toys“. Durch Drehung entsteht aus den Einzelbildern von Vorder- und Rückseite ein neues imaginäres Gesamtbild. „Shiny Toys“ ist eine moderne Version des präkinematografischen Spielzeugs mit Projektionstechnik und audiovisuellen Medien. Durch Überschneidung verbinden sich die einzelnen Techniken im künstlerischen Entwicklungsprozess zu einer neuen Einheit.

## Ausstellungen
Wichtiges Element des Shiny Toys Festival sind Ausstellungen, die von 2010 bis 2013 im Ringlokschuppen und seit 2014 im Makroscope e.V. stattfinden.
- 2012: CUT-COPY-PASTE-DELETE
- 2014: DER BLICK MIT ZWEI AUGEN – Sammlung Werner Nekes
- 2016: Minutenbilder / Edith Weyde
- 2017: Just push that button down – From work to network in business and art
- 2018: PUSH AND GO – Vom spielerischen Umgang mit der Kopiermaschine

## Performances
Im Performancebereich gezeigt wurden Arbeiten u. a.
- 2011 (Ringlokschuppen Ruhr): Maia Bambul, Ciao Bird, Biedervolt Houdini, Jan Ehlen, Sculpture,  Yochee, Irel.ier, Jerry Jerome, aaron.st, Kummdt, Epikur Hotel, Collectiv 170, Incite/, Robin Palme, Joscha Hendrikson
- 2012 (Ringlokschuppen Ruhr): Shrubbn & Transforma, Mecaniques Discursives (Fred Penelle & Legoman), Mariska de Groot, Peter Kirn, Odaibe, Olgar, the Gegenschein, KrachKistenOrchester, hidden technology, Finger on Tallinn
- 2013 (Ringlokschuppen Ruhr): Nicolas Bernier, VJ Suave, Asynthome, The Erasers, Trans/Human, Incite/, Digger Barnes & Pencil Quincy, RaumZeitPiraten, Berzik/Langfeld/Steins, Moritz Simon Geist, Hauschka, Valance Drakes, Generate, LichtGestalten, Tofuland, Vomit Heat, Einar Zuviel, Bohemian Output, Visual Society
- 2014 (Ringlokschuppen Ruhr): Sculpture, Mariska de Groot und Dieter Vandooren, Transforma & Yro, Usaginingen, Niedervolthoudini & Tintin Patrone, Knu!, Flamingo Creatures
- 2015 (Hagen, in Co-Operation mit Urban Lights Ruhr): Sculpture, Vomit Heat, Yann Gourdon, Kai Niggemann, Yochee, Michael Valentine West, RaumZeitPiraten, Tesk, Ray Vibration, Tape Measure Kid, Sonic Robots, Castillano & Wenniger
- 2016 (Ringlokschuppen Ruhr): Phonopticon, Ingo Wendt, Aymen Gharbi, Aude Rrose, Limpe Fuchs, Telefante, Spunk, Wolfgang Spahn, Tom Groll und Kuno Seltmann, The Dorf feat. RaumZeitPiraten, Leonore Boulanger, Einar Zuviel, Michael Valentine West, Yochee, Sculpture
- 2017 (Ringlokschuppen Ruhr): Charlemagne Palestine, Pierre Bastien, Johannes Bergmark, WIDT, Tintin Patrone und das Krachkisten Orchester, Mariska de Groot und Dieter Vandooren, International Music
- 2017 (Künstlerhaus Dortmund): Gamut Inc
- 2018 (Ringlokschuppen Ruhr): Br’lâaB, De Batteries, Die Bunte Truppe (Limpe Fuchs, Ruth-Maria Adam, Ronnie Oliveras und Ignaz Schick), Joasihno (Cico Beck, Nico Sierig), Lucrecia Dalt und Alessandra Leone, RaumZeitPiraten (Tobias Daemgen und Moritz Ellerich), Tina Tonagel
- 2019 (Makroscope / Ringlokschuppen Ruhr); 29. – 30. November 2019: 10 Jahre Shiny Toys: Günter Schlienz, Amuleto, Andreas O. Hirsch, TranspOrt, Elisa Kühnl, Bob Rutman, Spemakh, Nan Wang, Christof Ressi, Laurent Bigot, Verena Kuni